# Eubazus clypealis
Eubazus clypealis är en stekelart som beskrevs av Vladimir Ivanovich Tobias 1986. Eubazus clypealis ingår i släktet Eubazus och familjen bracksteklar. Inga underarter finns listade i Catalogue of Life.